# 郭彦洪
郭彦洪（1960年4月—），女，汉族，北京人，中华人民共和国政治人物。曾任中共唐山市委宣传部部长、唐山市政协主席、唐山市人大常委会主任。

## 生平
1960年4月，郭彦洪出生在北京市。1979年，郭彦洪考入河北大学经济系计划统计专业学习，大学毕业前一个月加入中国共产党，1983年8月毕业后分配至唐山市第六瓷厂任生产科统计。1984年10月，郭彦洪调入中共唐山市委组织部，先后出任干事、青干科副科长、干审科副科长、主任科员、干审处处长。1997年2月转任中共唐山市路南区委副书记，2001年11月兼任代区长，次年1月兼任区长。2003年4月，郭彦洪出任唐山市人民政府副市长。2006年9月，郭彦洪出任中共唐山市委常委、宣传部部长。2011年8月，郭彦洪调任市政协党组书记，次年2月任市政协主席。2017年3月，郭彦宏出任唐山市人大常委会主任。

### 落马
2024年4月30日，郭彦洪涉嫌严重违纪违法接受河北省纪委监委纪律审查和监察调查。4月5日，唐山市副市长李建忠任上被查。4月9日，唐山市人大常委会副主任、中共迁西县委书记李贵富被查。5月21日，郭彦宏的继任者杨洁也因涉嫌严重违纪违法落马。